# Isomérisme
 (octobre 2012).
L'isomérisme est une anomalie de la latéralisation durant l'embryogénèse aboutissant à une anatomie atypique avec un ou plusieurs organes en symétrie, voire dupliqués.

## Isomérisme bronchopulmonaire
Malformation anatomique concernant les bronches et les poumons se caractérisant par une symétrie anormale de la trifurcation de la trachée et de ses branches. 

## Isomérisme pulmonaire

### Isomérisme pulmonaire droit
Le dextro-isomérisme est le plus fréquent et se caractérise par la présence de poumons comportant trois lobes avec des anomalies anatomiques (symétrie de type droit des bronches et des oreillettes avec foie médian). Sont très souvent associées des anomalies cardiaques graves (transposition des gros vaisseaux, tétralogie de Fallot, canal atrioventriculaire etc). Une asplénie est associée dans 80 % des cas, exposant au risque d’infections sévères à pneumocoque.

### Isomérisme pulmonaire gauche
La forme lévo-isomérisme ou isomérisme pulmonaire gauche se caractérise par la présence de deux poumons bilobés avec des bronches hypoartérielles. Les anomalies cardiaques associées ne sont pas très sévères en règle générale.
Un patient souffrant d'isomérisme pulmonaire doit subir des examens complémentaires (notamment en tomodensitométrie) de recherche de malformations associées, essentiellement une polysplénie, c'est-à-dire un nombre de rates supérieure à la normale et dont la taille est identique ou une anisosplénie masculine, c'est-à-dire de multiples rates dont les tailles sont variables.

## Isomérisme auriculaire
Dans le syndrome de polysplénie-asplénie, les oreillettes peuvent être de même morphologie, soit deux oreillettes droites ou deux oreillettes gauches.
La constatation d'une asplénie doit faire rechercher une malformation cardiaque dont l'une des composantes est un isomérisme droit (syndrome d'Ivemark). A contrario, une rate fragmentée (polysplénie) est presque constamment associée à une malformation cardiaque dont l'une des composantes est un isomérisme gauche.

## Sources
- Christophe Delacourt, Jacques de Blic et Yann Revillon, Pneumologie pédiatrique, chap.23, Malformations bronchopulmonaires, page 192, Éditions Médecine-Sciences Flammarion  (ISBN 2-257-00065-X)
- Hilde Peeters et Koen Devriendt, Human laterality disorders, European Journal of Medical Genetics 49, no. 5: 349-62, DOI 10.1016/j.ejmg.2005.12.003